# Stefania LaVie Owen
Stefania LaVie Owen (* 15. Dezember 1997 in Miami, Florida) ist eine US-amerikanische Schauspielerin. Bekannt wurde Owen 2013 als Dorrit Bradshaw in der Fernsehserie The Carrie Diaries.

## Leben und Karriere
Owen wurde in Miami im US-Bundesstaat Florida als Tochter einer US-Amerikanerin und eines Neuseeländers geboren. Ab ihrem fünften Lebensjahr wuchs sie in Neuseeland in der Nähe der Hauptstadt Wellington auf.
Ihr Filmdebüt gab Owen 2009 als Kinderdarstellerin in Peter Jacksons Filmdrama In meinem Himmel in der Rolle der Flora Hernandez. Von 2010 bis 2011 war sie als Puddle Kadubic in der Comedyserie Running Wilde zu sehen. 2012 erhielt sie die Rolle der Dorrit Bradshaw in der Fernsehserie The Carrie Diaries, einem Prequel von Sex and the City.
In der Horrorkomödie Krampus hatte sie 2015 eine größere Rolle, ebenso ein Jahr später in Katie Holmes’ Regiedebüt Alles was wir hatten als deren Filmtochter. Ab 2016 gehörte sie an der Seite u. a. von Hugh Laurie zum Cast der Fernsehserie Chance, die auf dem gleichnamigen Roman von Kem Nunn basiert. Seit 2021 spielt Owen die Rolle der Rebecca Walker (genannt Bear) in der Netflix-Serie Sweet Tooth.

## Filmografie (Auswahl)
- 2009: In meinem Himmel (The Lovely Bones)
- 2010–2011: Running Wilde (Fernsehserie, 13 Episoden)
- 2011: Home Game (Fernsehfilm)
- 2013–2014: The Carrie Diaries (Fernsehserie, 23 Episoden)
- 2015: Coming Through the Rye
- 2015: Krampus
- 2016: Alles was wir hatten (All We Had)
- 2016–2017: Chance (Fernsehserie, 18 Episoden)
- 2018: I'm Dying Up Here (Fernsehserie, 7 Episoden)
- 2019: Beach Bum (The Beach Bum)
- 2019: Vice: Deleted Scenes (Kurzfilm)
- 2019: The Cat and the Moon
- 2020: Messiah (Fernsehserie, 10 Episoden)
- 2020: Paper Spiders
- 2020: The Wilds (Fernsehserie, Episode 1x08)
- 2021–2024: Sweet Tooth (Fernsehserie)
- 2022: Lass mich nicht gehen (Don’t Make Me Go)